# Ormia nuttingi
Ormia nuttingi är en tvåvingeart som först beskrevs av Curtis W. Sabrosky 1953.  Ormia nuttingi ingår i släktet Ormia och familjen parasitflugor. Inga underarter finns listade i Catalogue of Life.